# Warren A. Bechtel
Warren A. Bechtel (*  12. September 1872 in Freeport (Illinois); † 28. August 1933 in Moskau) war ein US-amerikanischer Bauunternehmer und Ingenieur sowie Gründer der Bechtel Corporation.
Bechtel erwarb 1891 den Abschluss an der Peabody High School in Peabody (Kansas), wo seine Familie eine Farm und einen Laden hatte, und heiratete 1897 Clara Alice West aus Aurora (Indiana). Ab 1898 zog er als Subunternehmer beim Eisenbahnbau durch den Westen der USA, zuerst in Oklahoma, wo er mit ein paar Maultieren anfing, die er noch von seiner Farm hatte. Kenntnisse als Ingenieur erwarb er autodidaktisch und bei der Arbeit. 1904 war er Aufseher beim Bau der Western Pacific Railroad in Kalifornien und erhielt 1906 einen Auftrag als Subunternehmer (mit seinem Freund George S. Colley) für eine Teilstrecke (Oroville bis Oakland). Dazu mietete er sich einen Dampfbagger, und auch später benutzte er nach Möglichkeit die neuesten Baumaschinen und -techniken. Ein weiteres Markenzeichen, dem er früh folgte, war die Zusammenarbeit mit anderen Baufirmen.
Er baute Eisenbahnen und Straßen in Kalifornien, zum Beispiel eine 1914 vollendete 171 km lange Strecke der Northwestern Pacific Railroad (ihr erster Großauftrag) und den Klamath Highway ab 1919 und ab 1921 die Tunnel für die Caribou-Wasserkraftwerke in der Sierra Nevada.
1925 wurde die W. A. Bechtel Company offiziell von ihm und seinen Söhnen Kenneth (Ken) Bechtel, Stephen Bechtel und Warren Bechtel Jr. sowie seinem Bruder Arthur gegründet. Sie bauten 1926 den Bowman Lake Damm in Nevada, bauten 1929 ihre erste Pipeline von 13 km Länge in Kalifornien und waren als eine der Six Companies am Hoover Dam beteiligt (Auftrag 1931; der Bau selbst wurde erst 1936 beendet und war eines der größten Bauprojekte der Geschichte). Auch bei der San Francisco-Oakland Bay Bridge gingen sie eine Kollaboration mit anderen Firmen ein. Bechtel starb bei einem Besuch in Moskau auf Einladung der Sowjetregierung an einer versehentlich verabreichten Insulin-Überdosis. Nachfolger in der Firmenleitung wurde sein Sohn Stephen D. Bechtel.
Selbst Autodidakt, ließ er alle seine Söhne an der University of California in Berkeley studieren, die sie allerdings alle ohne Abschluss verließen, als ihr Vater sie in der Familienfirma benötigte.